# Aloe purpurea
Socotrine du pays
Espèce
Synonymes
Lomatophyllum purpureum (Lam.) T.Durand & Schinz, 1894
Statut CITES
Aloe purpurea (synonyme : Lomatophyllum purpureum), dite Socotrine du pays, est une espèce de plantes succulentes de la famille des Xanthorrhoeaceae et appartenant à la sous-famille des Asphodeloideae.
Elle est endémique de l'île Maurice.

### Sous le nomAloe purpurea
- (en) Catalogue of Life : Aloe purpurea Lam. (consulté le 22 décembre 2020)
- (en) CITES : Aloe purpurea Lam., 1783  (+ répartition sur Species+) (consulté le 2 juin 2015)
- (fr) INPN : Aloe purpurea  Lam., 1783 (TAXREF)  (consulté le 8 août 2014)
- (en) World Checklist of Selected Plant Families (WCSP) : Aloe purpurea  Lam. (1783)  (consulté le 8 août 2014)
- (en) The Plant List : Aloe purpurea Lam.  (source : KewGarden WCSP) (consulté le 8 août 2014)
- (en) Tropicos : Aloe purpurea Lam.  (+ liste sous-taxons) (consulté le 8 août 2014)

### Sous le nomLomatophyllum purpureum
- (en) Catalogue of Life : Lomatophyllum purpureum (Lam.) T.Durand & Schinz Non Valide (consulté le 8 août 2014)
- (fr) INPN : Aloe purpurea  Lam., 1783 (Syn. Lomatophyllum purpureum) (TAXREF)  (consulté le 8 août 2014)
- (en) World Checklist of Selected Plant Families (WCSP) : Lomatophyllum purpureum  (Lam.) T.Durand & Schinz (1894) (Nom accepté: Aloe purpurea  Lam. (1783))  Non Valide (consulté le 8 août 2014)
- (en) NCBI : Lomatophyllum purpureum (taxons inclus) (consulté le 8 août 2014)
- (en) The Plant List : Lomatophyllum purpureum (Lam.) T.Durand & Schinz (Nom accepté: Aloe purpurea  Lam.) Non valide  (source : KewGarden WCSP) (consulté le 8 août 2014)
- (en) Tropicos : Lomatophyllum purpureum (Lam.) T. Durand & Schinz  (+ liste sous-taxons) (consulté le 8 août 2014)